# خربق زرد زمستانی
خربق زرد زمستانی (نام علمی: Eranthis hyemalis) نام یک گونه از تیره آلالگان است.